# Парикка, Минна

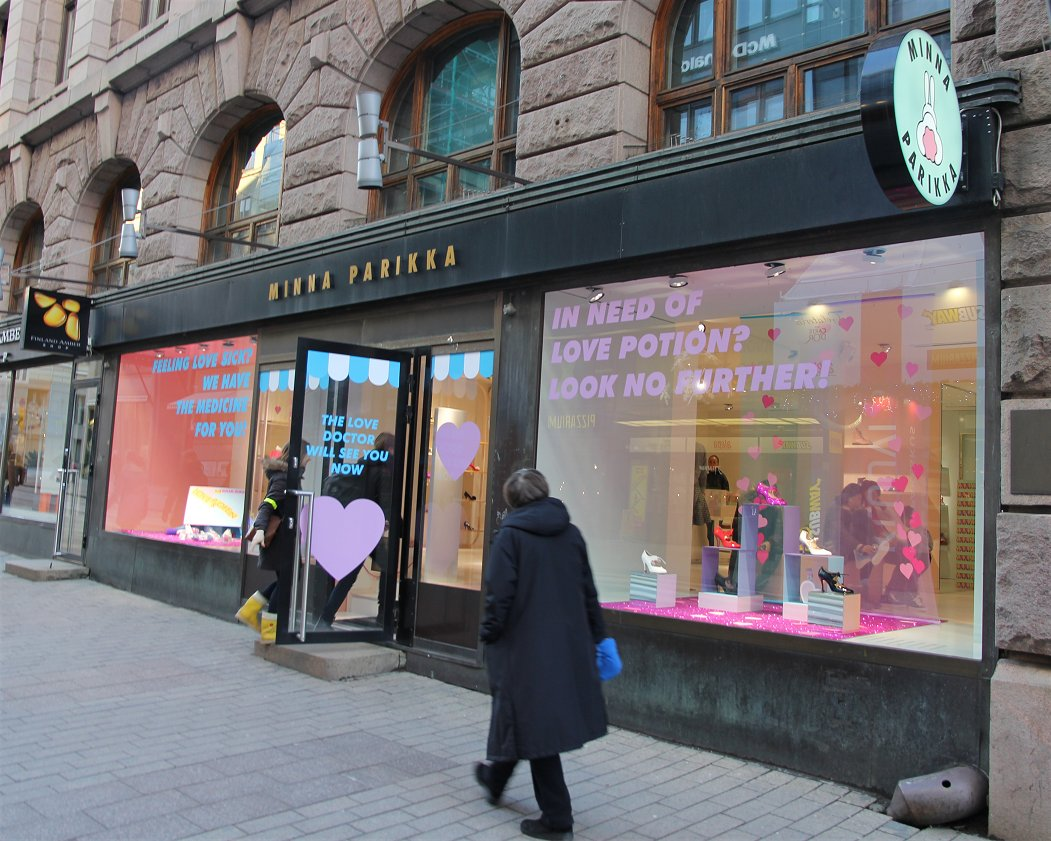
Бутик Минны Парикка в Хельсинки

Минна Парикка (фин. Minna Parikka, 1980, Хельсинки) — финский дизайнер обуви. В 2005 году она основала собственную компанию. Обувь и другие изделия, разработанные Минной Парикка, носят многие знаменитости, например Леди Гага, Тейлор Свифт и Кайли Дженнер.

## Карьера
Парикка решила стать профессиональным дизайнером обуви уже в 15 лет. Она училась в Великобритании в Университете Де Монфор и в 2002 году получила диплом дизайнера обуви. Во время учебы в университете она совершала поездки по Лондону, Милану и Барселоне.
Начало карьеры Парикка было непростым. Её уволили из обувной компании, где она работала. Это стало поворотным моментом в ее жизни, который побудил ее начать собственное дело. Она вернулась в свой родной город, в Хельсинки, и в 2005 году основала бренд MINNA PARIKKA.
Предприятие оказалось прибыльным. Успешное развитие бренда продолжалось, но через пятнадцать лет, в 2020 году, Парикка, находясь на пике своей карьеры, свернула бренд. Парикка, однако, продолжила заниматься дизайном в сотрудничестве с различными компаниями. Среди прочего, она разработала собственную коллекцию одежды для вечеринок Stockmann в 2022 году.

## Особенности стиля Парикка
Парикка известна особым способом сочетания цветов и стилистическим наивизмом. Самая известная коллекция обуви, разработанная Парикой, называется All ears. Обувь имеет тканевые детали, изображающие заячьи ушки спереди и пушистый заячий хвост сзади. Среди других, более специальных моделей обуви, разработанных Парикка, можно назвать Beatrix и Fresh&Raw. При разработке обуви Парикка концентрируется не только на дизайне, но и на удобстве использования и комфорте. У Минны Парикка также есть собственная марка игристого вина «Wonderland», произведенная в сотрудничестве с винодельней Vincente Gandía.

## Звания и награды
В 2002 году Парикка получила награду «Young British Glove Designer of the Year 2002», а в 2014 году была удостоена премии «Молодой дизайнер года».

## Личная жизнь
О личной жизни Парикка информации немного. У нее есть дочь, и она была замужем за кубинцем (сейчас в разводе). Вся ее семья живет за границей. Парикка сказала в интервью, что ей быстро становится скучно, и у нее всегда есть план на день или чёткая цель.